# Tadenje
Tadenje (cyr. Тадење) – wieś w Serbii, w okręgu raskim, w mieście Kraljevo. W 2011 roku liczyła 60 mieszkańców.